# Вольская резня
Вольская резня (пол. Rzeź Woli) — массовое убийство жителей варшавского района Воля немецкими войсками в ходе подавления Варшавского восстания 1944 года.

## Предыстория
Подавить вспыхнувшее в августе 1944 года Варшавское восстание было приказано обергруппенфюреру СС Эриху фон дем Баху, однако из-за того, что он находился не в Варшаве, а в Сопоте, начать подавление восстания пришлось группенфюреру СС Хайнцу Райнефарту. Проведя 4 августа совещание с командующим 9-й армией Николаусом фон Форманом, Райнефарт принял решение об атаке двух западных районов Варшавы: Воли и Охоты.

## Ход событий

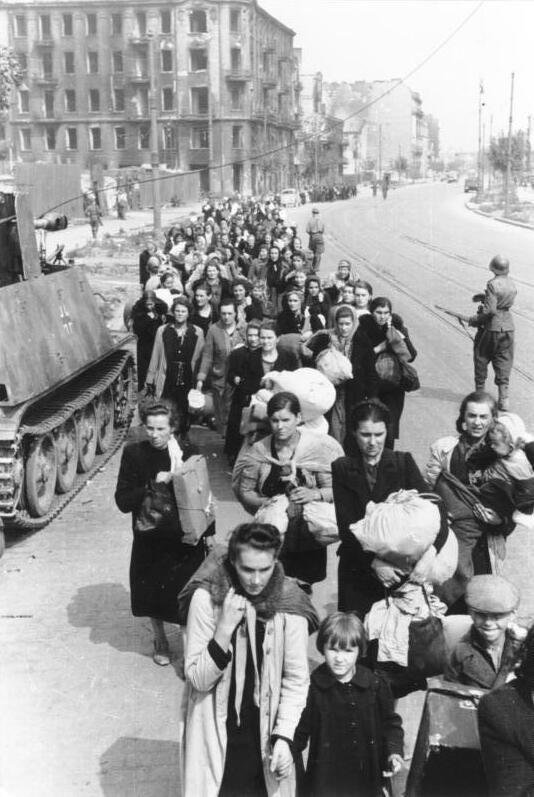
Немецкие солдаты проводят колонну варшавянок с детьми по Вольской улице перед последующим расстрелом.

4 августа вечером в Варшаву прибыли немецкие войска, среди которых также были 1700 солдат 1-й русской дивизии СС, Зондеркоманда Дирлевангера и части немецких войск, расквартированных в Познани. Утром следующего дня немцы и коллаборационисты начали продвижение к центру Варшавы, убивая на своём пути мирных жителей в их собственных домах. Во второй половине дня боевики под командованием Райнефарта изменили тактику, теперь варшавян стали собирать в группы и сгонять на определённые точки в городе, где далее производился их массовый расстрел. Расстрелу, помимо взрослого мужского населения, подвергались также беременные женщины и дети. Прибывший в Варшаву 5 августа Эрих фон дем Бах запретил убивать женщин и детей, тем не менее на следующий день на Воле был произведён расстрел ещё около двух тысяч человек. Общее число погибших в ходе резни оценивается от 38 до 65 000 человек.

## Последствия
На Нюрнбергском процессе Эрих фон дем Бах заявил, что не участвовал в Вольской резне, а всего лишь был её свидетелем и при первой же возможности отдал приказ о немедленном прекращении преступлений против мирного населения. Промедление, из-за которого не удалось вовремя остановить резню, он объяснил тем, что прибыл в Варшаву только 15 августа, что было опровержено следствием, которое установило, что фон дем Бах присутствовал в польской столице уже 5 числа.